# 宮本佳野
宮本 佳野（みやもと かの、6月15日 - ）は、日本の漫画家及びイラストレーターである。女性。大阪府出身。2001年「WINGS」コミックス、「ARE YOU enemy?」発売。その後ボーイズラブ（BL）誌での執筆やボーイズラブ小説の挿絵などを手がける。オリジナルの同人誌活動も行っていた。

## 作品リスト

### コミックス
- ARE YOU enemy? 　(2001年12月　新書館 )
- MOONY 桜花寮トリロジ-　(2003年9月　マガジン・マガジン)
- 彼の庭に咲く花　(2005年2月　マガジン・マガジン)
- Heat　(2005年3月　新書館)
- メイク・ミー・ハッピー　(2005年7月　リブレ出版)
- FLOWERS　(2005年10月　徳間書店)
- 甘やかな棘　(2006年10月　リブレ出版)
- ナイト・ウォーク　(2007年1月　徳間書店)
- RULES　(全三巻　2007年1月-3 徳間書店)
- ラバーズ、ソウルズ 完全版　(2007年9月　宙出版)
- ネーム・オブ・ラブ　(2007年12月　コアマガジン)
- 愛さない男　(2008年5月　リブレ出版)
- 手をつないで、空を　宮本佳野作品集　(2008年5月　リブレ出版)
- エンジェリック・カンバセーション　(2008年8月　宙出版)
- NOT/LOVE　(2008年9月　宙出版)
- 眠れる月　(全二巻 2008年12月-2009年12月　徳間書店)
- コーリング　(2009年2月　竹書房)
- PLEASE-プリーズ 新装版　(2009年7月　リブレ出版)
- バニラ・スター　(2009年7月　リブレ出版)
- The end of youth ~あいの、うた~　(2009年11月　原作:木原音瀬　蒼竜社)
- SWEET TALE　(2010年3月　徳間書店)
- ノーウェア　(2010年8月　竹書房)　※コーリング三部作
- 彼の眠る場所　(2011年3月　リブレ出版)
- シンプル・デイズ　(2011年7月　徳間書店)
- エデン　(2011年12月　竹書房)　※コーリング三部作完結編
- ドリーマーズ・ハイ　(2012年2月　新書館 )
- 鬼狩りの森で　全2巻　（2013～2014年　徳間書店）
- 一期の夢　（2014年　竹書房）
- RULES 第二部　全2巻　（2015年～2016年　徳間書店）
- ※海外版（アメリカ、ドイツ、フランス、イタリア、アジア圏）は省略

### 小説挿絵
- ファイヤーローズ　(1998年9月　長谷川忍　二見書房)
- 名前のない色 (2002年7月　榎田尤利　雄飛）
- プリズナー・イン・ラブ　(2002年7月　暁由宇　イーコネクション）
- 心を、奪え。　（2003年2月　谷崎泉　笠倉出版社 ）
- 普通の男(ひと)　(2003年10月　榎田尤利　光風社出版)
- コンクリートを破って (2003年12月 火崎勇　マガジン・マガジン）
- ハッピーエンドまであと少し　（2003年12月 ななおあきら　笠倉出版社）
- サンダイヤル―日時計　(2004年6月　杉原理生　光風社出版)
- ラジオデイズ　(2004年7月　坂井朱生　ハイランド)
- 挑発の15秒　(2005年1月　秀香穂里　徳間書店)
- 恋になるまで身体を重ねて　(2005年7月　鹿住槇　徳間書店)
- あいの、うた　（2005年12月　木原音瀬　蒼竜社）
- いつか、あふれる　（2005年12月　麻生玲子　笠倉出版社）
- ギャルソンの躾け方　(2006年8月　榎田尤利　徳間書店)
- 普通の恋　(2006年10月　榎田尤利　光風社出版)
- 淫靡な関係　(2006年10月　愁堂れな 　ムービック )
- 恋敵(ライバル)な恋人　（2007年7月　いおか いつき 　幻冬舎コミックス）
- 春の泥　(2009年8月　水原とほる　徳間書店)
- 雀荘恋愛事情　（2010年2月　中原一也　リブレ出版 ）
- 警視庁十三階にて　(2010年5月　春原いずみ　徳間書店)
- 天使は罪とたわむれる　(2010年12月　剛しいら　徳間書店)
- 警視庁十三階の罠　警視庁十三階にて2　(2011年5月　春原いずみ　徳間書店)

### 関連
- 三浦しをん『シュミじゃないんだ』
- ダ・ヴィンチ　（2009年2月　特集：世界はBLに満ちている　描き下ろしマンガ）
- ドラマCD　「ネームオブラブ」 2009年